# Villarrasa (Castropol)
Villarrasa (oficialmente y en asturiano: Vilarrasa) es una aldea de la parroquia de Moldes, concejo de Castropol, en la comarca del Eo-Navia, Principado de Asturias, España.